# Veratrum longibracteatum
Veratrum longibracteatum är en nysrotsväxtart som beskrevs av Hisayoshi Takeda. Veratrum longibracteatum ingår i släktet nysrötter, och familjen nysrotsväxter. Inga underarter finns listade.